# Rhabinogana actona
Rhabinogana actona är en fjärilsart som beskrevs av Smith 1910. Rhabinogana actona ingår i släktet Rhabinogana och familjen nattflyn. Inga underarter finns listade.